# Il cielo è sempre più blu
Pour plus de détails, voir Fiche technique et Distribution.
Il cielo è sempre più blu est une comédie dramatique italienne à sketches d'Antonello Grimaldi sortie en 1996.
Le titre du film est issu de la chanson Ma il cielo è sempre più blu de l'auteur-compositeur-interprète de Crotone, Rino Gaetano. 

## Synopsis
Tourné à Rome en 1995 et sorti dans les cinémas italiens le 2 février de l'année suivante, Il cielo è sempre più blu (litt. « Le ciel est toujours plus bleu ») est un récit à trente sketches se déroulant dans la capitale italienne en l'espace de vingt-quatre heures seulement, incarnés par plus de 58 acteurs, tous déjà assez bien établis. Le regard du spectateur saute continuellement d'une histoire à l'autre à travers plus de 130 scènes parlées, pour se retrouver finalement confronté à un portrait presque sombre d'une Italie socialement détruite.

## Fiche technique
- Titre original italien : Il cielo è sempre più blu[2]
- Réalisateur : Antonello Grimaldi
- Scénario : Daniele Cesarano, Paolo Marchesini
- Photographie : Alessandro Pesci (it)
- Montage : Angelo Nicolini
- Musique : Enzo Favata (it)
- Décors : 	Giada Calabria
- Production : 	Donatella Botti
- Sociétés de production : Fandango, Colorado Film, Rai Cinema
- Pays de production :  Italie
- Langue originale : italien
- Format : Couleur
- Durée : 90 minutes
- Genre : Comédie dramatique
- Dates de sortie :
  - Italie : 2 février 1996

## Distribution
- Fabrizio Moroni
- Margaret Mazzantini
- Luca Barbareschi
- Asia Argento
- Claudio Bisio
- Enrico Lo Verso
- Nicola Farron
- Andrea Occhipinti
- Lucrezia Lante della Rovere
- Silvio Orlando
- Giulio Scarpati
- Margherita Buy
- Sergio Rubini
- Alessandro Haber
- Francesca Neri
- Monica Bellucci
- Dario Argento
- Ivano Marescotti
- Monica Scattini
- Antonio Catania
- Iaia Forte
- Daniele Luchetti
- Paco Reconti
- Alessandro Baricco
- Monica Rametta
- Gaia Zucchi